# Valner Franković
Valner Franković (Rasa, 9 de julho de 1968) é um ex-handebolista profissional croata, campeão olímpico.
Valner Franković fez parte do elenco medalha de ouro de Atlanta 1996, com uma partida.